# 费迪南多·甘多尔菲
费迪南多·甘多尔菲（義大利語：Ferdinando Gandolfi，1967年1月5日—），意大利前男子水球运动员。他曾代表意大利国家队参加1992年夏季奥林匹克运动会水球比赛，结果获得金牌。